# Остотипакильо (муниципалитет)
Остотипакильо (исп. Hostotipaquillo) — муниципалитет в Мексике, в штате Халиско, с административным центром в одноимённом посёлке. Численность населения, по данным переписи 2020 года, составила 8732 человека.

## Общие сведения
Название Hostotipaquillo с языка науатль можно перевести как: место над гротом.
Площадь муниципалитета равна 756,4 км², что составляет 1 % от общей площади штата, а наиболее высоко расположенное поселение Лас-Сьенегас находится на высоте 1452 метра.
Остотипакильо граничит с другими муниципалитетами штата Халиско: на востоке с Текилой, на юге с Магдаленой, а на западе и севере граничит с другим штатом Мексики — Наяритом.

## Учреждение и состав
Муниципалитет был образован в 1824 году, по данным 2020 года в его состав входит 47 населённых пунктов, самые крупные из которых:
| Код INEGI                  | Населённый пункт                                                                               | Численность населения (2005 год) | Численность населения (2010 год) | Численность населения (2020 год) |
| -------------------------- | ---------------------------------------------------------------------------------------------- | -------------------------------- | -------------------------------- | -------------------------------- |
| 040                        | Всего                                                                                          | 8228                             | 10284                            | 8732                             |
| 0001                       | Остотипакильо (исп. Hostotipaquillo) 21°03′29″ с. ш. 104°03′01″ з. д. (административный центр) | 2894                             | 3762                             | 3500                             |
| 0071                       | Санто-Томас (исп. Santo Tomás) 20°59′46″ с. ш. 104°06′53″ з. д.                                | 899                              | 922                              | 817                              |
| 0085                       | Ла-Вента-де-Мочитильтик (исп. La Venta de Mochitiltic) 21°01′06″ с. ш. 104°08′45″ з. д.        | 545                              | 594                              | 583                              |
| 0038                       | Эль-Льяно-де-лос-Вела (исп. El Llano de los Vela) 20°59′59″ с. ш. 103°54′52″ з. д.             | 502                              | 549                              | 474                              |
| 0082                       | Эль-Текеските (исп. El Tequesquite) 20°59′35″ с. ш. 104°03′14″ з. д.                           | 399                              | 399                              | 348                              |
| 0035                       | Лабор-де-Гуадалупе (исп. Labor de Guadalupe) 21°01′42″ с. ш. 104°01′13″ з. д.                  | 257                              | 303                              | 325                              |
| 0057                       | План-де-Барранкас (исп. Plan de Barrancas) 21°02′35″ с. ш. 104°12′38″ з. д.                    | 353                              | 479                              | 314                              |
| —                          | Прочие                                                                                         | 2732                             | 3755                             | 2371                             |
| Названия на карте Генштаба |                                                                                                |                                  |                                  |                                  |

## Экономическая деятельность
По статистическим данным 2000 года, работоспособное население занято по секторам экономики в следующих пропорциях:
- сельское хозяйство, животноводство и рыбная ловля — 47,9 %;
- промышленность и строительство — 17,3 %;
- торговля, сферы услуг и туризма — 29,7 %;
- безработные — 5,1 %.

## Инфраструктура
По статистическим данным 2020 года, инфраструктура развита следующим образом:
- электрификация: 99,2 %;
- водоснабжение: 67,7 %;
- водоотведение: 97,7 %.